# Ronny Fischer
Ronny Fischer (* 9. November 1972 in Hoyerswerda) ist ein ehemaliger deutscher Fußballspieler im Sturm. Er spielte für Energie Cottbus in der DDR-Oberliga.

## Karriere
Fischer spielte in seiner Jugend bei seinem Heimatverein BSG Lokomotive Hoyerswerda. Danach war er in der Jugend von der BSG Aktivist Schwarze Pumpe. 1988 wechselte er zu Energie Cottbus, wo er zunächst in der Nachwuchsoberliga eingesetzt wurde. Fischer absolvierte auch ein Spiel beim Junge Welt-Pokal. In der Oberligasaison 1990/91 debütierte er am 17. Spieltag. Dort stand er im Spiel gegen den Chemnitzer FC in der Startelf und verlor mit Cottbus 0:2. Dies blieb sein einziger Einsatz in der Oberliga. In der folgenden Saison absolvierte Fischer für Cottbus Partien beim UEFA Intertoto Cup und FLB-Pokal. 1992/93 spielte er vierzehnmal für die zweite Mannschaft in der Landesliga und fünfmal in der drittklassigen NOFV-Oberliga Mitte mit der ersten Mannschaft. Auch in der folgenden Saison kam er nur noch auf drei Einsätze. 1994 verließ Fischer Energie Cottbus und schloss sich für ein Jahr der SG Schmogrow/Fehrow an, bevor er seine Karriere beendete.